# قطعنامه ۶۷ شورای امنیت
قطعنامه ۶۷ شورای امنیت سازمان ملل متحد که در تاریخ ۲۸ ژانویه ۱۹۴۹ تصویب شد، سندی بین‌المللی دربارهٔ مسئلهٔ اندونزی است. این قطعنامه طی نشست ۴۰۶ام موافق، مخالف و ممتنع تصویب شد.